# Лодеґранс

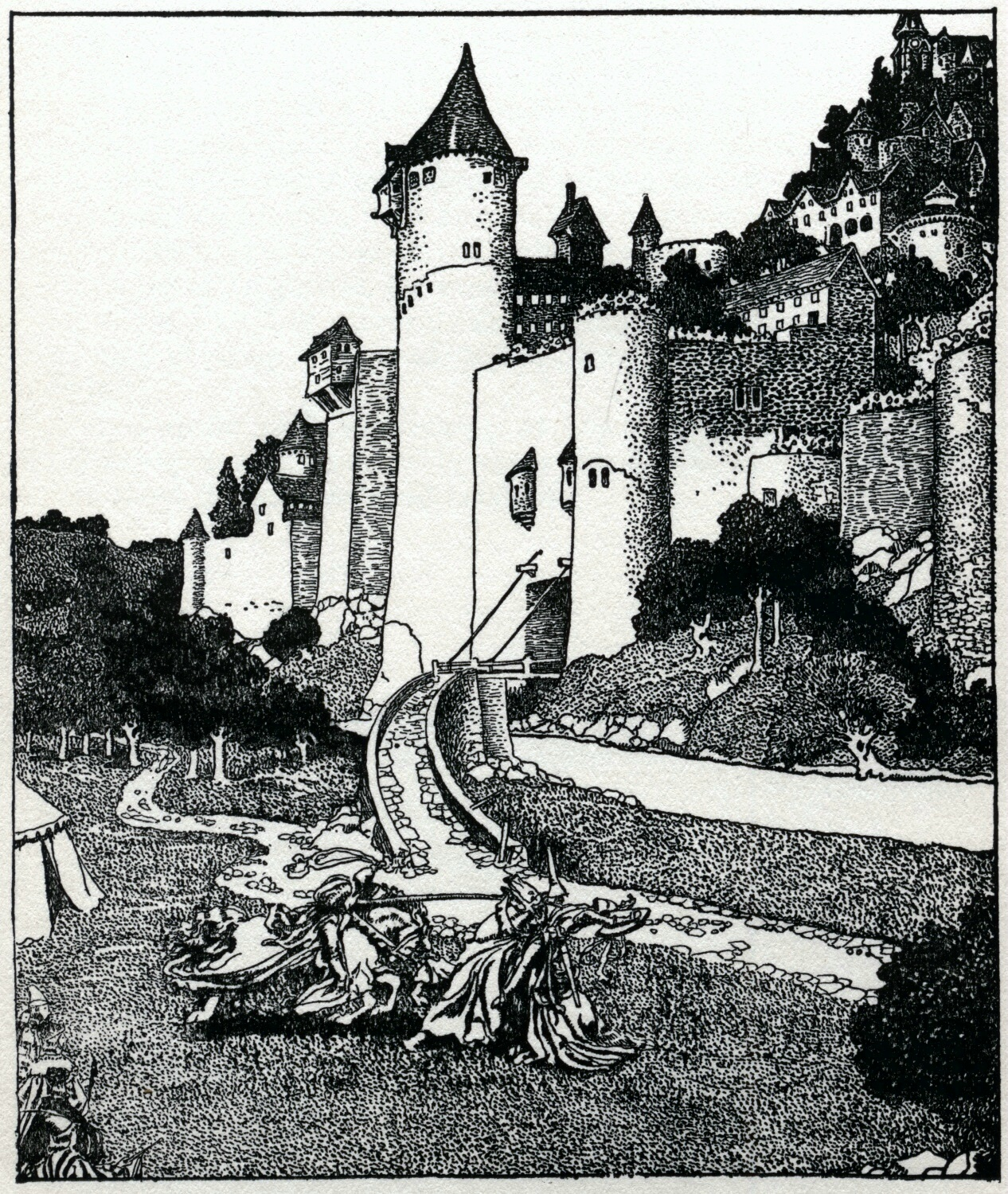
Двобій двох лицарів.Говард Пайл з історії короля Артура і його лицарів(1903).

Король Лодегранс, Лодеґранс (Leodegrance, інколи Leondegrance або деякі інші незначні зміни) є батьком королеви Ґвіневери в легенді про короля Артура. Його королівство Кармелід (Carmelide, або Cameliard) іноді ототожнюють з місцями південно-західної Англії, або з територями в Бретані (Корнуай, неподалік від міста Каре).
Лодеґранс служив Утеру Пендраґону, біологічному батьку і попереднику короля Артура. Лодеґрансові було доручено ведення Круглого столу по смерті Утера. Коли молодий Артур витяг меча з каменя, Лодеґранс був одним із небагатьох, хто одразу та дружньо прийняв молодого короля. Коли в його землі вдерлися війська короля Рієнса, Артур приходить до нього на допомогу і виганяє ворога; тоді ж він зустрічає його доньку Ґвіневеру та закохується в неї. Коли Ґвіневера одружується з Артуром, Лодеґранс дає молодому королю стіл як весільний подарунок. 
Відповідно до циклу Ланселот-Грааль, Лодеґранс мав другу дочку, яку також називали Ґвіневера. «Фальшива Ґвіневера» пізніше зрадницьки переконує двір Артура, що вона його справжня дружина, а її сестра — самозванець, змушуючи справжню королеву і її коханця Ланселота ховатися в Ґалехольта, друга Ланселота. Кінець кінцем Ґвіневера повертається та відновлює свій трон.
У валлійському фольклорі є різні версії щодо батька Гвіневри, але найчастіше таким визнається такий собі велетень Гогфран («галка»).